# 巴利-略夫雷加
巴利-略夫雷加，是西班牙加泰罗尼亚赫罗纳省的一个市镇。总面积5平方公里，总人口438人（2001年），人口密度88人/平方公里。